# Hypotrachyna croceopustulata
Hypotrachyna croceopustulata är en lavart som först beskrevs av Kurok., och fick sitt nu gällande namn av Hale. Hypotrachyna croceopustulata ingår i släktet Hypotrachyna och familjen Parmeliaceae.   Inga underarter finns listade i Catalogue of Life.